# Atentado na mesquita de Kunduz
O atentado na mesquita de Kunduz foi um ataque terrorista suicida com homem-bomba ocorrido em 8 de outubro de 2021 na mesquita xiita Gozar-e-Sayed na cidade de Kunduz do Afeganistão. Foi reinvidicado pelo Estado Islâmico de Coraçone (ISIS-K) e no dia seguinte ao atentado estimava-se que provocou pelo menos 140 feridos e entre 60 e 100 mortos.